# Merge (SQL)
Pour les articles homonymes, voir Merge.
La commande Merge en SQL est une instruction qui permet de mettre à jour ou insérer un ou plusieurs tuples dans une table (ou vue) d'une base de données relationnelle à partir de données sources, selon des conditions. Cette commande a été rajoutée dans le standard SQL:2003, et étendue dans le standard SQL:2008, et permet d'éviter des combinaisons d’instructions Insert, Update et Delete sur la table cible.

## Syntaxe
```
MERGE
 
INTO
 
table_cible
 
T
                                                        
-- table à modifier

   
USING
 
données_source
 
S
                                                       
-- Listes des données sources

   
ON
 
(
Conditions1
)
                                                             
-- Condition de correspondance/jointure

   
WHEN
 
MATCHED
 
THEN
                                                            
-- Si vrai

     
UPDATE
 
SET
 
t
.
colonne1
 
=
 
valeur1
 
[,
 
t
.
colonne2
 
=
 
valeur2
 
...]
               
---- Mise à jour

     
DELETE
 
WHERE
 
(
Conditions2
)
                                                 
---- ou Suppression sous condition

   
WHEN
 
NOT
 
MATCHED
 
THEN
                                                        
-- Si faux

     
INSERT
 
[
 
(
 
liste_colonnes
)
 
]
 
{
 
VALUES
 
(
 
liste_valeurs
)
 
|
 
DEFAULT
 
VALUES
 
}
  
---- Ajout

```

Une jointure droite externe (Right outer join) est effectuée entre la cible et la source. Si plusieurs tuples de la source correspondent à un même tuple de la cible alors une erreur est levée.
Dans la syntaxe, Conditions1 représente la condition de jointure qui permet de définir si un tuple cible doit être ajouté ou mise à jour (ou supprimée si on est dans le cas de la Conditions2).
Cela signifie que si un tuple source correspond selon la condition de jointure à un tuple de la table cible alors les instructions dans WHEN MATCHED THEN sont effectuées. Si un tuple source ne correspond pas à la condition de jointure alors les instructions dans WHEN NOT MATCHED THEN sont effectuées.
Les données sources peuvent provenir d'une table, d'une vue ou d'une sous requête.